# Reacció de Michael
La reacció de Michael o addició de Michael és una addició nucleòfila d'un carbanió o un altre nucleòfil a un compost carbonílic α-β insaturat.

## Història
La recerca i posterior descobriment d'aquesta reacció per part d'Arthur Michael l'any 1887 va venir motivada per una publicació del 1884 per part de Conrad i Guthzeit sobre la reacció del 2,3-dibromopropionat d'etil (1) amb el sodiomalonat de dietil (2), formant un derivat del ciclopropà (4).
Michael va obtenir el mateix producte substituint el propionat pel 2-bromoacrilat d'etil (5) i es va adonar que aquesta reacció només podia funcionar suposant una reacció d'addició al doble enllaç de l'acrilat. Posteriorment va confirmar aquesta assumpció fent reaccionar malonat de dietil i cinnamat d'etil, formant el primer adducte de Michael: